# Joe Cirella
Joseph Cirella (Hamilton, 9 maggio 1963) è un allenatore di hockey su ghiaccio ed ex hockeista su ghiaccio canadese.

## Carriera

### Giocatore
Cirella esordì nell'Ontario Hockey League con la maglia degli Oshawa Generals all'età di diciassette anni conquistando il titolo nella J. Ross Robertson Cup nella stagione 1982-1983. Nel 1981 fu selezionato in occasione del Draft NHL in quinta posizione assoluta dai Colorado Rockies.
Nella National Hockey League Cirella giocò per quattordici stagioni con le maglie dei Rockies, dal 1982 noti come New Jersey Devils, Quebec Nordiques, New York Rangers, Florida Panthers (franchigia da cui fu scelto nell'NHL Expansion Draft 1993 e gli Ottawa Senators. Nell'NHL All-Star Game del 1984 egli fu autore della rete decisiva, e fu l'ultimo giocatore a ritirarsi dalla NHL ad aver indossato i colori dei Colorado Rockies. Si ritirò nel 1997 dopo aver giocato una stagione in Germania con i Kölner Haie, squadra della Deutsche Eishockey Liga.

### Allenatore
Al momento del ritiro, era l'ultimo giocatore in attività ad aver vestito la maglia dei Colorado Rockies. In seguito ha intrapreso la carriera da allenatore, dapprima in NHL (fu per una stagione assistente allenatore dei Florida Panthers, poi nella Ontario Hockey League (fece parte del pool di allenatori di Oshawa Generals, Peterborough Pete e Soo Greyhounds). Dal 2018 è assistente allenatore dei Stockton Heat in American Hockey League.

## Palmarès

### Club
- Ontario Hockey League: 1

Oshawa: 1982-1983

### Individuale
- OHL All-Star Team: 1

1982-1983
- NHL All-Star Game: 1

1984